# Shijiazhuang

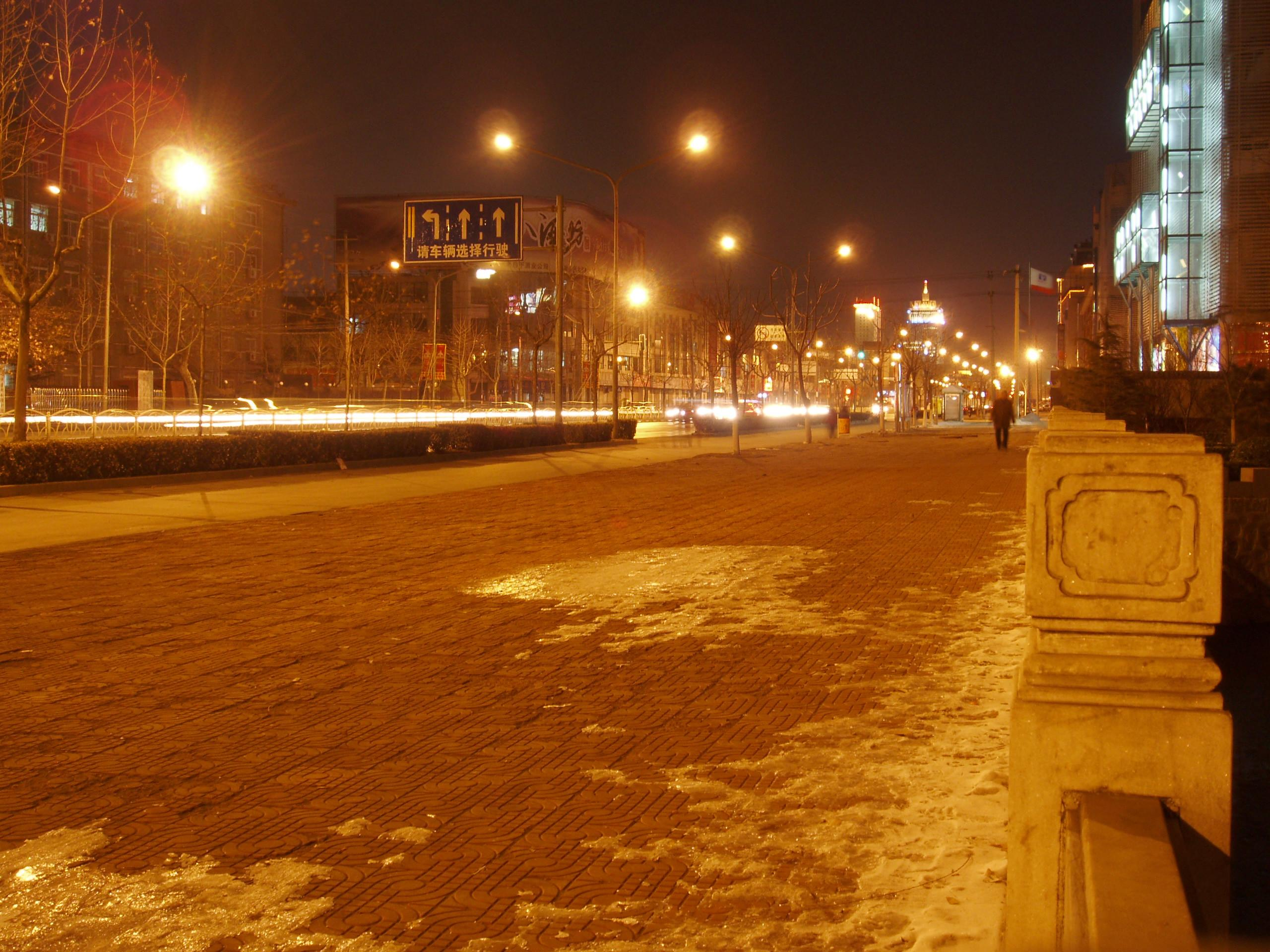
Une vue nocturne de Shijiazhuang en hiver

Shijiazhuang (石家庄 ; pinyin : Shíjiāzhuāng) est la capitale de la province du Hebei en Chine. On y parle le dialecte de Shijiazhuang du mandarin jilu. Shijiazhuang est une ville depuis 1939. Elle porte le nom Shijiazhuang depuis 1947, après s'être appelée Shimen. Shijazhuang est une ville relativement récente, créée dans les années 1950 et devenue la capitale de la province du Hebei dans les années 1970. Elle était connue comme la capitale la plus polluée de Chine. Elle compte dans la ville seule 2 millions d'habitants, son agglomération en compte plus de 9 et près de 13 dans son aire urbaine

## Démographie

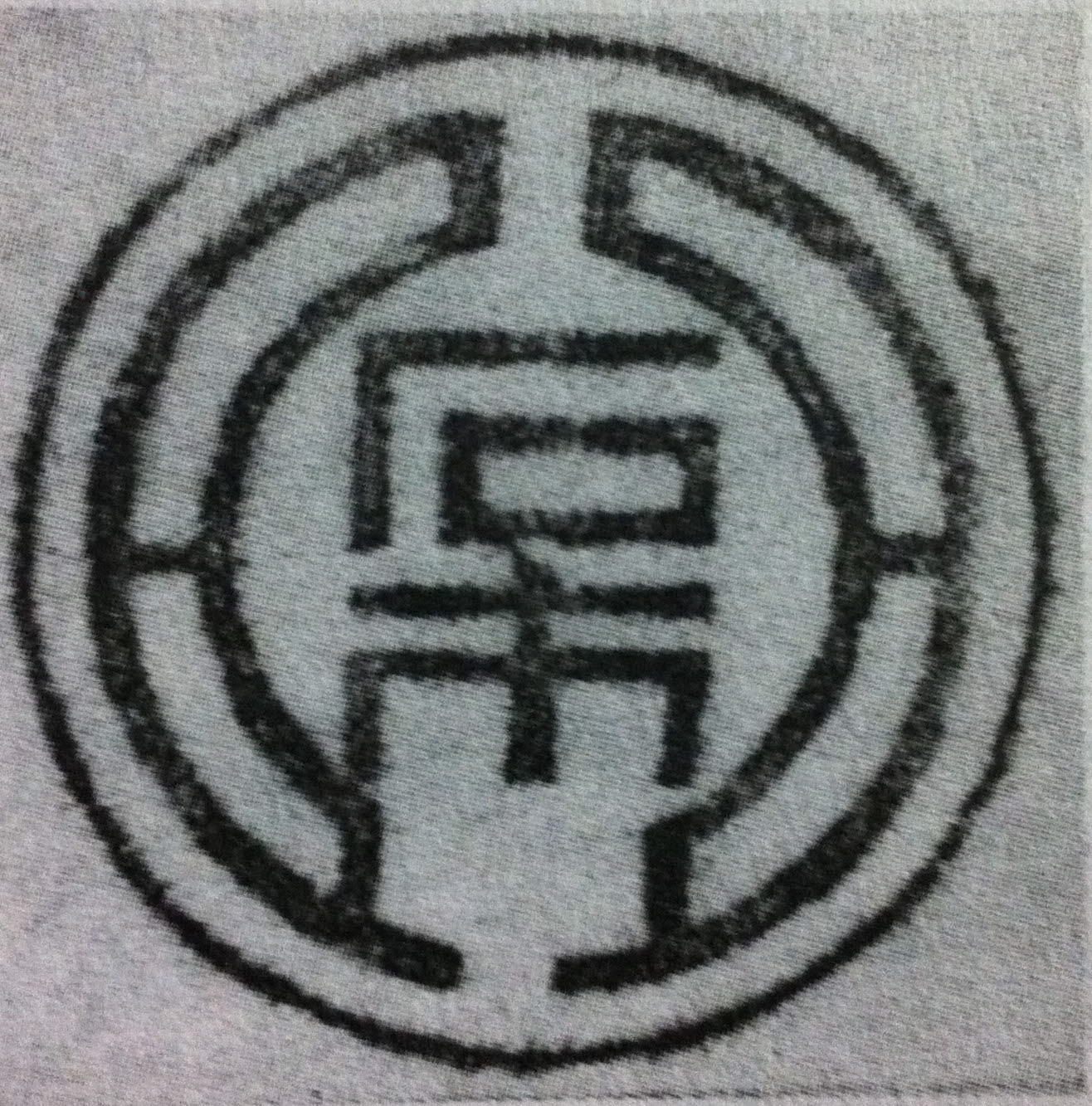
Symbole solaire utilisé comme cachet de la ville

La population résidente de la préfecture était estimée à la fin de 2015 à 10 701 600 habitants, et celle de la ville de Shijiazhuang à 4 303 700 habitants.

## Économie
Shijazhuang est le centre économique de la province du Hebei. La ville abrite de nombreuses usines des industries pharmaceutique, chimique et textile.
En 2016, le PIB total a été de 585,8 milliards de yuans, et le PIB par habitant de 54 732 yuans.

## Transports
La capitale du Hebei est située sur la voie de chemin de fer reliant Pékin (Beijing), au nord, à Canton (Guangzhou) au sud. Les grandes autoroutes reliant Pékin à Shenzhen (dans la province du Guangdong) et Taiyuan dans le Shanxi à Cangzhou dans le Hebei passent aussi par Shijiazhuang. L'aéroport relie Shijazhuang à la majeure partie des grandes villes chinoises.
La nouvelle gare de Shijiazhuang a été mise en service en 2012, la ville est donc désormais reliée à Pékin par TGV en moins de 70 minutes. Au même moment, l'ancienne gare de Shijiazhuang est transformé en Musée de ferroviaire .
Le métro de Shijiazhuang a été mis en service en 2017, avec deux lignes qui se croisent au cœur de la ville.

## Qualité de l'air
D'après une étude publiée par l'Université Tsinghua et la banque de développement asiatique en janvier 2013, Shijiazhuang était une des 10 villes les plus polluées dans le monde.

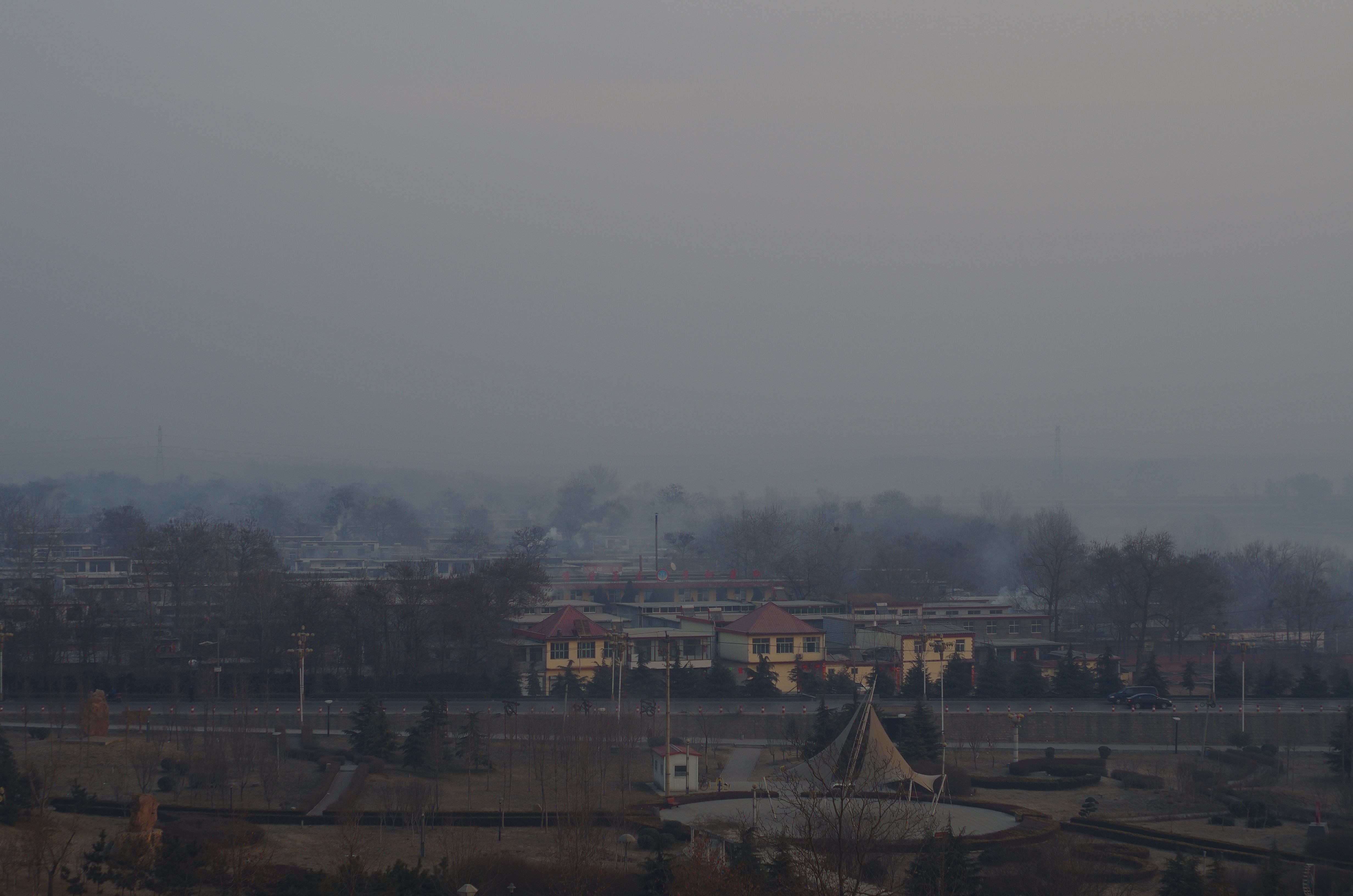
Shijiazhuang en février 2014.

## Subdivisions administratives
La ville-préfecture de Shijiazhuang exerce sa juridiction sur vingt-trois subdivisions - six districts, cinq villes-districts et douze xian :
- le district de Chang'an - 长安区 Cháng'ān Qū ;
- le district de Qiaodong - 桥东区 Qiáodōng Qū, en 2014, ce district a disparu, une partie pour le district de Chang'an et une autre pour le district de Quiáoxī. ;
- le district de Qiaoxi - 桥西区 Qiáoxī Qū ;
- le district de Xinhua - 新华区 Xīnhuá Qū ;
- le district de Yuhua - 裕华区 Yùhuá Qū ;
- le district de Jingxing - 井陉矿区 Jǐngxíng Kuàngqū ;
- la ville de Xinji - 辛集市 Xīnjí Shì ;
- la ville de Gaocheng - 藳城市 Gàochéng Shì ;
- la ville de Jinzhou - 晋州市 Jìnzhōu Shì ;
- la ville de Xinle - 新乐市 Xīnlè Shì ;
- la ville de Luquan - 鹿泉市 Lùquán Shì ;
- le xian de Jingxing - 井陉县 Jǐngxíng Xiàn ;
- le xian de Zhengding - 正定县 Zhèngdìng Xiàn ;
- le xian de Luancheng - 栾城县 Luánchéng Xiàn ;
- le xian de Xingtang - 行唐县 Xíngtáng Xiàn ;
- le xian de Lingshou - 灵寿县 Língshòu Xiàn ;
- le xian de Gaoyi - 高邑县 Gāoyì Xiàn ;
- le xian de Shenze - 深泽县 Shēnzé Xiàn ;
- le xian de Zanhuang - 赞皇县 Zànhuáng Xiàn ;
- le xian de Wuji - 无极县 Wújí Xiàn ;
- le xian de Pingshan - 平山县 Píngshān Xiàn ;
- le xian de Yuanshi - 元氏县 Yuánshì Xiàn ;
- le xian de Zhao - 赵县 Zhào Xiàn.

## Jumelages
- Nagano (Japon) depuis 1981
- Saskatoon (Canada) depuis 1985
- Des Moines (États-Unis) depuis 1985
- Parme (Italie) depuis 1987
- Corby (Royaume-Uni) depuis 1994
- Cheonan (Corée du Sud) depuis 1997
- Santiago de Querétaro (Mexique) depuis 1997
- Falkenberg (Suède) depuis 2002
- Nam Định (Viêt Nam) depuis 2004

## Personnalités de la ville
- Le médecin et chirurgien canadien, progressiste, humaniste et précurseur de la médecine sociale, Henry Norman Bethune, connu en chinois sous le nom de 白求恩, báiqiúēn y résida pendant la guerre sino-japonaise pour soigner les blessés de guerre.
- Huang Lisha (1988-), athlète handisport, y est née.
- Sun Yingsha (2000-), championne du monde et championne olympique de tennis de table

## Covid-19
Début janvier 2021, 117 personnes contaminées à la Covid-19 (dont 78 asymptomatiques) sont détectées dans la ville. Tous les axes routiers et ferroviaires menant à Shijiazhuang sont alors fermés, ainsi que les écoles, et les habitants sont interdits de quitter la ville. Dans la ville-district de Gaocheng, zone la plus touchée, une campagne de désinfection des rues est immédiatement lancée.